# 星の在処。-ホシノアリカ-
「星の在処。-ホシノアリカ-」は、LM.Cの13thシングルである。2011年5月18日発売。

## 概要
- TOKYO MXアニメ『ぬらりひょんの孫〜千年魔京〜』前期オープニングテーマ
- 初回盤、MAD盤、通常盤、ぬら孫番の4種類がある。

## 収録曲
全曲 作詞/作曲/編曲：LM.C
1. 星の在処。-ホシノアリカ-
2. MAD or DIE.(by THE MAD LM.C)